# António da Silva Porto

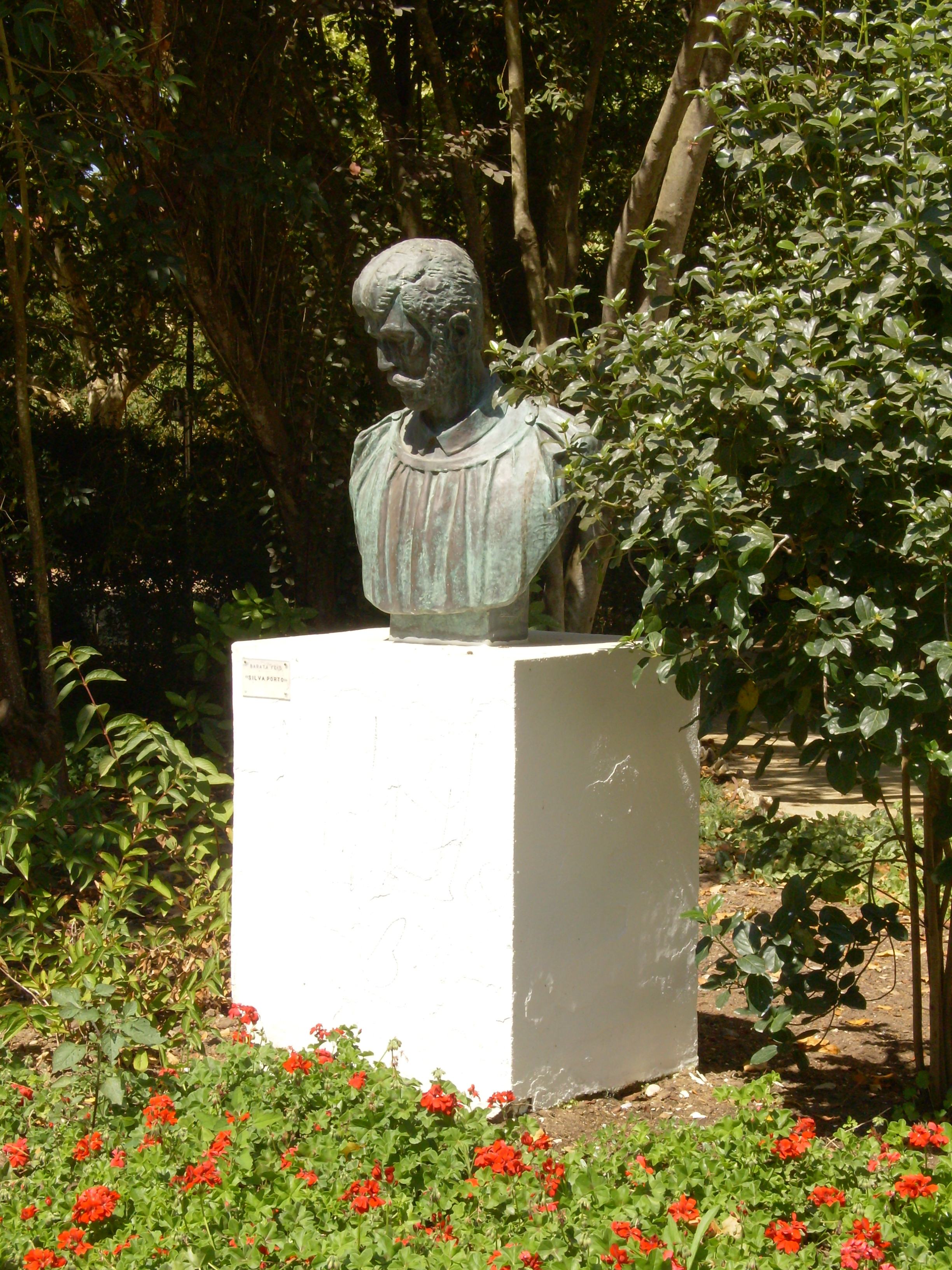
Busto de Silva Porto (bronze, por Salvador Barata Feyo)

António Carvalho da Silva (Porto, 11 de Novembro de 1850 – Lisboa, 1 de Junho de 1893) foi um pintor português que mais tarde adoptaria para apelido o nome da sua cidade natal, ficando conhecido por Silva Porto.

## Biografia
Filho de António da Silva Carvalho Porto, latoeiro e cinzelador e de Margarida Carvalho da Silva Porto, bordadeira premiada pela Associação Industrial do Porto, e irmão de Adelina Branca Carvalho da Silva Porto, António nasceu na Rua da Ponte Nova, freguesia da Sé do Porto. Em 1865, aos 15 anos, matriculou-se na Academia Portuense de Belas Artes, instituição onde frequentou vários cursos, sempre com excelente aproveitamento (obteve dezoito valores a Escultura e Pintura Histórica e vinte a Arquitectura) e foi discípulo dos pintores João Correia e Tadeu de Almeida Furtado. Em 1869, participou na X Exposição Trienal da Academia Portuense de Belas Artes.  
Estagiou em Paris (1876–1877) junto com Marques de Oliveira, e em Itália (1879). Em 1879 regressou a Portugal. Aureolado de prestígio, foi convidado para ensinar na Academia de Lisboa como mestre de Paisagem. Em 1880 realiza uma exposição de quadros paisagísticos inundados de luz, tendo D. Fernando adquirido o quadro Charneca de Belas. Fez parte do chamado Grupo do Leão, juntamente com António Ramalho, João Vaz, José Malhoa, Cesário Verde, Columbano e Rafael Bordalo Pinheiro. Entre outros galardões, recebeu a medalha de ouro da Exposição Industrial Portuguesa de 1884 e a primeira medalha do Grémio Artístico. 
A sua pintura, cheia de luz e cor, é sobretudo inspirada na própria Natureza. Junto com Marques de Oliveira é um dos introdutores do naturalismo em Portugal. Encontra-se largamente representado no Museu do Chiado, em Lisboa, e no Museu Nacional de Soares dos Reis no Porto. 
Existe uma rua em sua honra, com o seu nome, na freguesia de Paranhos, Porto e o Parque Silva Porto na freguesia de Benfica, Lisboa.
Faleceu aos 42 anos, de tiflite, na Travessa da Estrela, número 10, R/C, freguesia da Encarnação, ocorrendo o funeral no Cemitério do Alto de São João. Era casado com Adelaide Torres Pereira (1863–1914), tendo deixado três filhos menores: António, Carlos e Maria.

## Obras
- Pequena Fiandeira Napolitana (1877)
- Charneca de Belas ao Pôr-do-Sol (1879)
- No Areinho, Douro (1880)
- A Ceifa (1884?)
- A Volta do mercado (1886)
- Guardando o Rebanho (1893)
- Colheita - Ceifeiras (1893)

## Galeria

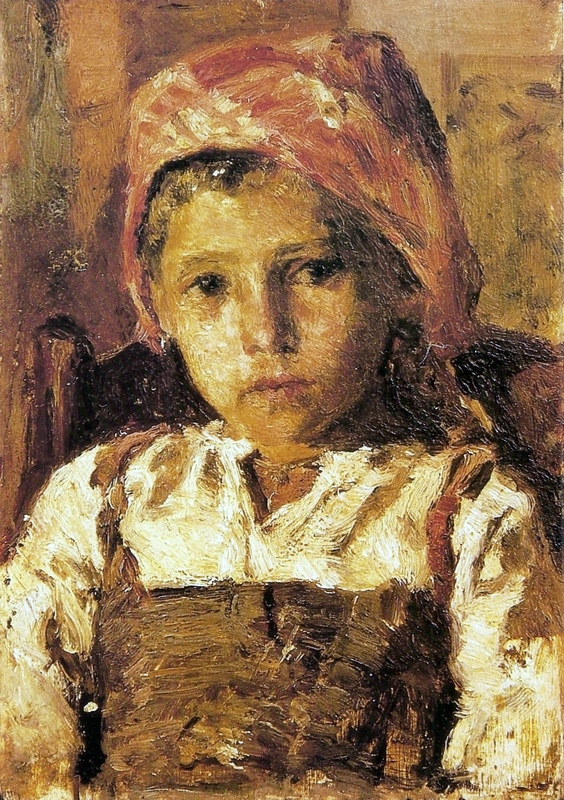
Cabeça de Menina
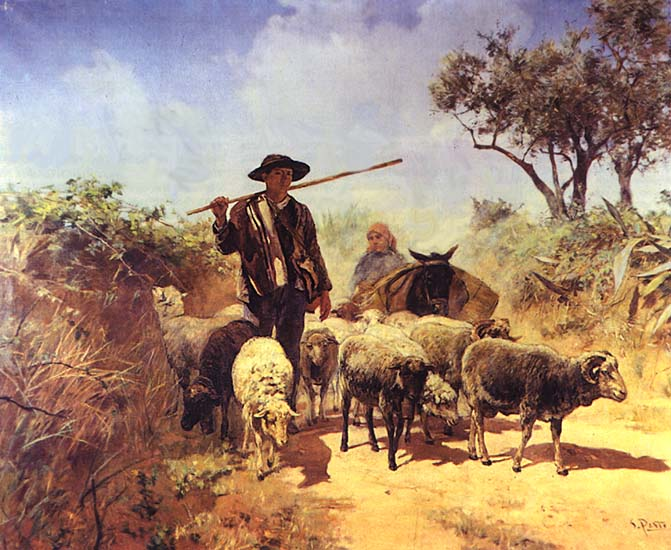
Guardando o Rebanho
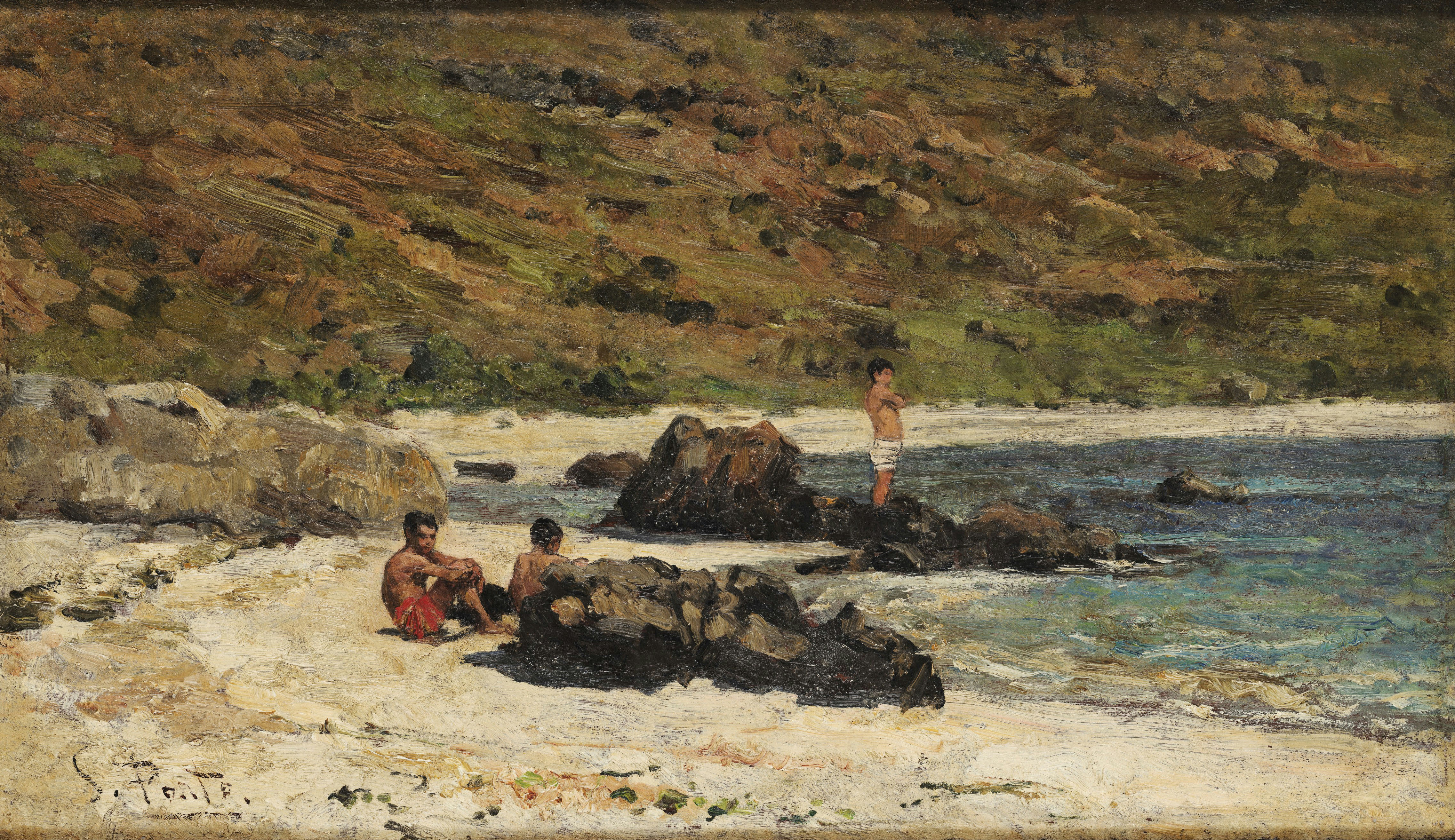
Recanto de Praia
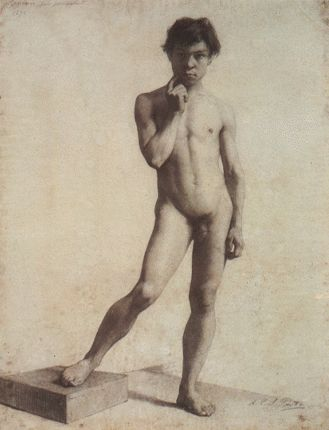
Nu de homem, Desenho a carvão
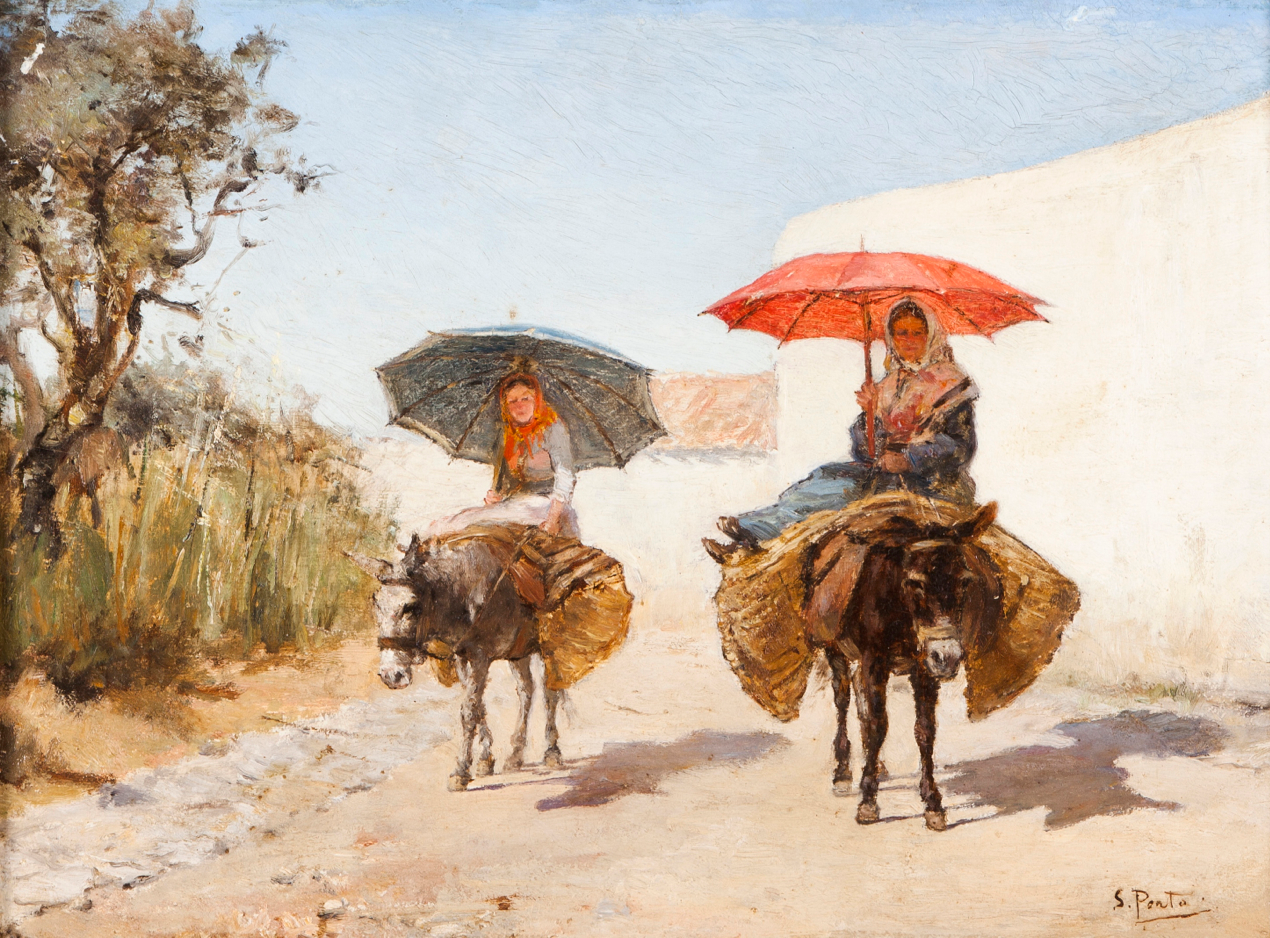
Saloias
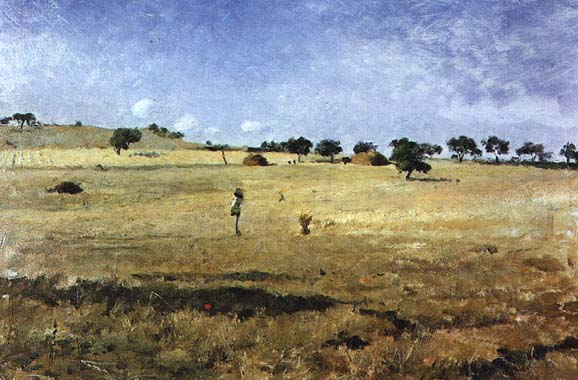
A Ceifa